# Angelina
Az Angelina  női név az Angéla önállósult olasz beceneve.

## Rokon nevek
Angyalka, Angyal, Angella, Angelika, Angéla, Andelina, Andelin

## Gyakorisága
Az újszülötteknek adott nevek körében az 1990-es években igen ritkán fordult elő. A 2000-es és a 2010-es években sem szerepelt a 100 leggyakrabban adott női név között.
A teljes népességre vonatkozóan az Angelina sem a 2000-es, sem a 2010-es években nem szerepelt a 100 leggyakrabban viselt női név között.

## Névnapok
július 15., július 21.

## Híres Angelinák
- Angelina Jolie, amerikai színésznő